# نستور اورتیس
نستور اورتیس (اسپانیایی: Néstor Ortiz‎؛ زادهٔ ۲۰ سپتامبر ۱۹۶۸) بازیکن فوتبال اهل کلمبیا بود.
از باشگاه‌هایی که در آن بازی کرده‌است می‌توان به باشگاه فوتبال سانتا فه و باشگاه فوتبال اونس کالداس اشاره کرد.
وی همچنین در تیم ملی فوتبال کلمبیا بازی کرده‌است.